# 에이드리안 네빌
벤저민 새털리(영어: Benjamin Satterly, 1986년 8월 22일 ~ )는 영국의 프로레슬링선수로 PAC이라는 링네임으로도 잘 알려져 있다. 키는 172.7cm 몸무게는 88kg이다. 2004년 프로레슬링 입문했다. 현재 미국 프로레슬링 단체 WWE NXT에서 에이드리안 네빌(Adrian neville)이라는 링네임으로 활동하다가 WWE Raw 2015년 3월 30일 WWE 링네임이 네빌(Neville)이라는 활동하고 있으며 등장을 한다. WWE 익스트림 룰즈2015에서 배드 뉴스 바렛을 꺾은 뒤 wwe 킹 오브 더 링2015토너먼트에서 루크 하퍼와 쉐이머스를 이겼지만 결승전에서 배드에게 패배했다. 2015년 5월 11일 WWE Raw에서 존 시나의 WWE US 챔피언십 오픈 챌린지에 등장하여 화려한 기술을 선보이며 레드 애로우까지 시전했지만 루세프 난입으로 DQ가 된다. WWE 페이백 2015에서 킹 바렛과 경기에서 카운트 아웃으로 승리한 후... 5월 ~ 6월까지 WWE 일리미네이션 체임버2015에서 보 댈러스를 이겼다. 그리고 2015년 6월 1일 WWE Raw에서도 보를 상대로 이기고 만다. WWE 머니 인 더 뱅크2015에서 최후에 쉐이머스와 사다리 위에서 겨루지만 눈을 할퀴는 반칙공격에 아래로 떨어져 머니 인 더 뱅크 가방을 차지하지 못한다. WWE 섬머슬램2015에서 스티븐 아멜과 태그팀을 이루어 스타더스트 & 킹 바럿과 경기를 가져 승리한다. WWE 나이트 오브 챔피언스2015에서 루차 드래곤스와 함께 어센션 & 스타더스트를 상대했지만 패배했다. 그리고 WWE Raw에서는 그 후... 어센션 & 스타더스트랑 끝내 이기고 만다. 이후 케빈 오웬스 등 악역 하이 미드카더들에게 잡을 해주며 지냈다. WWE 헬 인 어 셀2015 킥 오프 매치에서 돌프 지글러, 세자로와 팀을 맺어 루세프 & 쉐이머스 & 킹 바렛을 상대로 승리했다. 쩌리 모음집 세스 롤린스가 부상으로 내려놓은 WWE 월드 헤비웨이트 챔피언십 토너먼트에 참가해 같은 영국인 쩌리 신세인 킹 바렛을 상대로 16강에서 승리했지만 케빈 오웬스에게 8강에서 탈락했다. 2015년 12월에 미즈가 매니저를 자청하며 접근했다. 미즈의 역할은 네빌을 슈퍼스타로 만들어주겠다는 매니저로 경기 때마다 감독 의자에 앉아 이래라저래라 네빌에게 명령하고 네빌 본인은 이런 미즈를 싫어하는 와중에 이 스토리라인은 얼마 안 가서 없던 일이 되어버린다. 2016년 3월 14일 WWE Raw에서 크리스 제리코와의 경기 도중 발목 골절로 인한 부상을 입은 후... 4달 후... 2016년 7월 25일 WWE Raw에서 커티스 액슬을 이기면서 복귀했다. 별다른 각본없이 지내던 중 WWE 로드블록 엔드 오브 더 라인 2016에서 WWE 크루저웨이트 챔피언십 경기 이후 등장해 방어에 성공한 그가 축하하는 척 하다가 끝내 완전히 리치 스완에 이어 TJ 퍼킨스를 폭행하며 악역으로 전환했다. 2016년 12월 ~ 2017년 1월까지는 리치 스완하고 대립을 가졌으나... 드디어 WWE 크루저웨이트 챔피언을 얻게 되었다. 그 후... WWE Raw에서 리치한테 수어사이드 다이브로 제압을 당한다. 2017년 2월 ~ 3월까지는 잭 갤러허랑 대립을 하다가 2017년 3월 5일 진행되었던 wwe 패스트 레인2017에서 겔러허에게 승리를 거두며 방어에 성공한다. 그러나 다만 2017년 3월 ~ 6월에서는 오스틴 에리스랑 대립 중이였다가 2017년 4월 2일 레슬매니아33에서는 끝내 타이틀을 방어를 한다. 그리고 WWE 패이백2017에서나 WWE 익스트림 룰즈2017에서 타이틀을 방어를 성공을 한다. 2017년 6월 5일 WWE Raw에서 TJP를 배신을 하면서 다음날 WWE 205 라이브에서 네빌과 대결을 했지만 끝내 방어를 한다. 2017년 6월에서는 토자와 아키라랑 대립을 하고있다가 여전히 타이틀 챔피언 방어를 한다. 그리고 2017년 8월 1일 아키라가 컨텐더 얻었으며 WWE 썸머슬램 2017에서 펼처진다. 그러다가 2017년 8월 14일 WWE Raw에서는 끝내 타이틀을 잃게 되었다가 WWE 섬머슬램 2017에서 끝내 타이틀을 얻게 되었다.(그러다가 2회까지다.) 2017년 8월 22일 WWE 205에서 끝내 타이틀을 방어를 하고 엔조 아모레가 나오자 끝내 2017년 8월 ~ 9월까지는 엔조랑 대립을 하고 있다가 그리고 WWE 노 머시 2017에서 10분 35초만에 끝내 로우 블로우킥을 맞아서 끝내 어이가 없게 타이틀을 잃게 되고 다음날 다시 선역이 된다. 하지만 재경기 각본 취소로 인해 단체 측에 불만을 드러내고 방출 요청을 하고 무단 탈단해버렸다. (1월부터 처우에 불만이 있었는데 결국 폭발. 제2의 CM 펑크 무단 탈단 사태가 일어나 버렸다.)

## 피니쉬
- 레드 애로우(코크스크류 슈팅 스타 프레스)
- 링즈 오브 새턴(더블 언더훅 크로스페이스)

## 수상
- 3CW 헤비웨이트 챔피언 1회
- 3CW 노스 이스트 챔피언 1회
- AWR 노 리미트 챔피언 1회
- 오버 더 브레이브 게이트 챔피언 1회
- 오버 더 트윈 게이트 챔피언 1회 - 드래곤 키드
- 오버 더 트라이앵글 게이트 챔피언 3회 - 요시노 마사토 앤 BXB 헐크 (1회), 탄사키 나오키 (1회), 요시노 마사토 앤 도이 나루키 (1회)
- 오버 더 스테이츠 게이트 챔피언 1회 - 요시노 마사토
- FWA 플라이웨이트 챔피언 1회
- IWF 태그팀 챔피언 1회 - 해리 페인
- 1PW 오픈웨이트 챔피언 1회
- OTT 노 리밋트 챔피언 1회
- PWG 월드 태그팀 챔피언 1회 - 로더릭 스트롱
- 다이너마이트 두움비라테 태그팀 토너먼트 2007 - 로더릭 스트롱
- PWI 랭크드 힘 넘버 15 오프 더 탑 500 싱글즈 레슬러 인 더 PWI 500 인 2015
- 매치 오프 더 이열 2006 vs 엘 제네리코 11월 18일 프로레슬링 게릴라
- WXW 월드 라이트 챔피언 2회
- 월스트 엔트레스 온 뉴 메인 로스터 레슬링 2015
- 모스트 조 드롭피드 파이트 2015 - 레드 애로우
- NXT 챔피언 1회
- NXT 태그팀 토너먼트 - 올리버 그레이
- NXT 태그팀 챔피언 2회 - 올리버 그레이 (1회), 코리 그레이브스 (1회)
- WWE 크루져웨이트 챔피언 (신 버전) 2회
- 슬래미어워즈 1회
  - 브레이크아웃 스타 오프 더 이열 2015